# FK Kom Podgorica
FK Kom (Montenegrijns: ФК Ком Подгорица) is een Montenegrijnse voetbalclub uit de hoofdstad Podgorica.
Nadat Montenegro zich in 2006 afscheidde van Servië werd er een eigen competitie opgericht. FK Zeta, Budućnost Podgorica en Jedinstvo Bijelo Polje speelden in de hoogste klasse van Servië en Montenegro, de overige clubs werden gerekruteerd uit lagere klassen. Kom speelde één seizoen in de hoogste klasse van Servië en Montenegro. In 2020 degradeerde de club naar de Druga Crnogorska Liga.

## Bekende (oud-)spelers
- Branko Brnović